# Đại số Boole

Boolean lattice of subsets

Trong đại số trừu tượng, đại số Boole hay đại số Boolean là một cấu trúc đại số có các tính chất cơ bản của cả các phép toán trên tập hợp và các phép toán logic. Cụ thể, các phép toán trên tập hợp được quan tâm là phép giao, phép hợp, phép bù; và các phép toán logic là Và, Hoặc, Không.
Đại số Boole được đặt tên theo George Boole (1815–1864), một nhà toán học người Anh.
Đại số Boole làm việc với các đại lượng chỉ nhận giá trị Đúng hoặc Sai và có thể thể hiện hệ thống số nhị phân, hoặc các mức điện thế trong mạch điện logic. Do đó đại số Boole có nhiều ứng dụng trong kỹ thuật điện và khoa học máy tính, cũng như trong logic toán học.

## Định nghĩa
Đại số Boole gồm 6 định lý cơ bản và một tập hợp A, được trang bị hai phép toán hai ngôi ∧ (được gọi là "AND" hay "phép nhân"), ∨ (gọi là "OR" hay "phép cộng"), một phép toán một ngôi ¬ (gọi là "NOT" hay "phép phủ định") và hai giá trị 0 và 1 tương ứng với mức thấp (ký hiệu ⊥) và mức cao (ký hiệu ⊤), giả sử a, b, c thuộc tập hợp A, ta có các tiên đề sau:
| a ∨ (b ∨ c) = (a ∨ b) ∨ c       | a ∧ (b ∧ c) = (a ∧ b) ∧ c       | Phép kết hợp   |
| a ∨ b = b ∨ a                   | a ∧ b = b ∧ a                   | Phép hoán vị   |
| a ∨ (a ∧ b) = a                 | a ∧ (a ∨ b) = a                 | Phép hấp thụ   |
| a ∨ 0 = a                       | a ∧ 1 = a                       | Phép đồng nhất |
| a ∨ (b ∧ c) = (a ∨ b) ∧ (a ∨ c) | a ∧ (b ∨ c) = (a ∧ b) ∨ (a ∧ c) | Phép phân phối |
| a ∨ ¬a = 1                      | a ∧ ¬a = 0                      | Phép bù        |
Lưu ý rằng, phép hấp thụ có thể được loại trừ khỏi tập các tiên đề vì nó có thể được bắt nguồn từ các tiên đề khác.
Một đại số Boole chỉ với một phần tử được gọi là đại số bẩm sinh hoặc một đại số Boole thoái hoá. (Một số tác giả yêu cầu 0 và 1 là các phần tử riêng biệt để loại trừ trường hợp này).
Xuất phát từ ba cặp tiên đề cuối cùng ở trên (Phép đồng nhất, phân phối và bù), hoặc từ phép hấp thụ, ta có
a = b ∧ a     khi và chỉ khi     a ∨ b = b

## Ví dụ
- Phép đại số Boole gồm hai phần tử, 0 và 1, xác định bởi các quy tắc:

| ∧ | 0 | 1 |
| - | - | - |
| 0 | 0 | 0 |
| 1 | 0 | 1 |

| ∨ | 0 | 1 |
| - | - | - |
| 0 | 0 | 1 |
| 1 | 1 | 1 |

| a  | 0 | 1 |
| -- | - | - |
| ¬a | 1 | 0 |

- Nó có nhiều úng dụng trong logic, với 0 là false, 1 là true, ∧ là and (phép nhân), ∨ là or (phép cộng), và ¬ là not (phép phủ định).

- Đại số Boole hai phần tử cũng được sử dụng cho thiết kế mạch trong kỹ thuật điện; ở đây 0 và 1 đại diện cho hai trạng thái khác nhau của một bit trong một mạch kỹ thuật số, điển hình là điện thế cao và thấp. Mạch được mô tả bằng các biểu thức có chứa các biến, và hai biểu thức như vậy là bằng nhau cho tất cả các giá trị của các biến nếu và chỉ khi các mạch tương ứng có cùng một hành vi đầu vào-đầu ra. Hơn nữa, mọi hành vi đầu vào-đầu ra có thể có thể được mô hình hoá bằng một biểu thức Boolean phù hợp.

* Đại số Boolean hai phần tử cũng quan trọng trong lý thuyết chung về đại số Boolean, bởi vì một phương trình liên quan đến một số biến thường đúng trong tất cả các đại số Boolean nếu và chỉ khi nó đúng trong đại số Boolean hai phần tử (có thể được kiểm tra bằng thuật toán  brute force tầm thường đối với số lượng biến nhỏ). Ví dụ, điều này có thể được sử dụng để chỉ ra rằng các luật sau ( Định lý đồng thuận ) thường hợp lệ trong tất cả các đại số Boolean:
** ( a  ∨  b ) ∧ (¬a  ∨  c ) ∧ ( b  ∨  c ) ≡ ( a  ∨  b ) ∧ (¬a  ∨  c )
** ( a  ∧  b ) ∨ (¬a  ∧  c ) ∨ ( b  ∧  c ) ≡ ( a  ∧  b ) ∨ (¬a  ∧  c )
- Power set (tập hợp của tất cả các tập hợp con) của bất kỳ tập hợp không có giá trị nào cho trước  S  tạo thành đại số Boolean, một đại số tập hợp, với hai phép toán ∨: = ∪ (union) và ∧: = ∩ (giao điểm). Phần tử nhỏ nhất 0 là tập rỗng và phần tử lớn nhất 1 là chính tập  S .

* Sau đại số Boolean hai phần tử, đại số Boolean đơn giản nhất được xác định bởi power set của hai nguyên tử:
| ∧ | 0 | a | b | 1 |
| - | - | - | - | - |
| 0 | 0 | 0 | 0 | 0 |
| a | 0 | a | 0 | a |
| b | 0 | 0 | b | b |
| 1 | 0 | a | b | 1 |

| ∨ | 0 | a | b | 1 |
| - | - | - | - | - |
| 0 | 0 | a | b | 1 |
| a | a | a | 1 | 1 |
| b | b | 1 | b | 1 |
| 1 | 1 | 1 | 1 | 1 |

| x  | 0 | a | b | 1 |
| -- | - | - | - | - |
| ¬x | 1 | b | a | 0 |

- Tập hợp của tất cả các tập con của  S  là hữu hạn hoặc cofinite là một đại số Boolean, một đại số của các tập.
- Bắt đầu với giải tích mệnh đề với ký hiệu câu κ, tạo thành  đại số Lindenbaum (nghĩa là tập hợp các câu trong mô đun giải tích mệnh đề tautology) . Cấu trúc này tạo ra một đại số Boolean. Trên thực tế, nó là đại số Boolean miễn phí trên bộ tạo κ. Phép gán chân trị trong phép tính mệnh đề sau đó là phép đồng cấu đại số Boolean từ đại số này sang đại số Boolean hai phần tử.
- Cho bất kỳ được sắp xếp theo thứ tự tuyến tính bất kỳ tập hợp  L  có ít phần tử nhất, đại số khoảng là đại số nhỏ nhất trong các tập con của  L  chứa tất cả các khoảng nửa mở [ a ,  b ) sao cho  a  nằm trong  L  và  b  nằm trong  L  hoặc bằng ∞. Đại số khoảng rất hữu ích trong việc nghiên cứu Lindenbaum-Tarski algebra s; mọi đại số Boolean đếm được là đẳng cấu với một đại số khoảng.

Sơ đồ Hasse của đại số Boolean các ước của 30.

- Với bất kỳ số tự nhiên  n , tập hợp tất cả các số chia dương của  n , xác định  a≤b  nếu  a ' 'divides' 'b' ', tạo thành mạng tinh thể phân phối. Mạng tinh thể này là một đại số Boolean nếu và chỉ khi  n  là  không bình phương. Phần tử dưới cùng và phần tử trên cùng của đại số Boolean này lần lượt là số tự nhiên 1 và  n . Phần bù của  a  được cho bởi  n  /  a . Sự gặp gỡ và phép nối của  a  và  b  được cho bởi ước số chung lớn nhất (gcd) và bội số chung nhỏ nhất (lcm) của  a  và  b , tương ứng. Phép cộng vòng  a  +  b  được cho bởi lcm ( a ,  b ) / gcd ( a ,  b ). Hình ảnh cho thấy một ví dụ cho  n  = 30. Như một ví dụ ngược lại, xem xét  n  = 60 không bình phương tự do, ước chung lớn nhất của 30 và phần bù 2 của nó sẽ là 2, trong khi nó phải là phần tử dưới cùng 1.

* Các ví dụ khác về đại số Boolean phát sinh từ  không gian tôpô: nếu  X  là một không gian tôpô, thì tập hợp tất cả các tập con của  X  là  vừa mở và đóng tạo thành đại số Boolean với các phép toán ∨: = ∪ (liên hợp) và ∧: = ∩ (giao điểm).
- Nếu  R  là một  vòng tùy ý và chúng tôi xác định tập hợp  các iđêan trung tâm  bởi 
  A  = { e  ∈  R :  e   2  =  e ,  ex  =  xe , ∀x  ∈  R } 
 thì tập  A  trở thành đại số Boolean với các phép toán  e  ∨  f : =  e  +  f  -  ef  và  e  ∧  f : =  ef .